# Roman Lewandowski (krytyk)
Roman Lewandowski (ur. 1960) – krytyk i teoretyk sztuki, kurator wystaw.

## Życiorys
Adiunkt w Zakładzie Teorii i Historii Sztuki na Akademii Sztuk Pięknych w Katowicach. Jako wykładowca pracował także na Wydziale Intermediów Akademii Sztuk Pięknych w Krakowie (2007 – 2021), w Polsko-Japońskiej Wyższej Szkole Technik Komputerowych w Warszawie (2006–2012) oraz na Wydziale Sztuki Uniwersytetu Pedagogicznego w Krakowie (2014). W latach 2001–2002 prowadził Galerię Kronika w Bytomiu. W okresie 2004–2007 był redaktorem naczelnym czasopisma „Fort Sztuki”. Od 2007 do 2021 roku związany z Bałtycką Galerią Sztuki Współczesnej w Słupsku, gdzie był kuratorem wystaw. Uczestnik i organizator sympozjów oraz konferencji poświęconych sztuce współczesnej. Autor ponad 250 publikacji w czasopismach (m.in.: „ArtPapier” „Art&Business”, „Arteon”, „Autoportret”, „Exit”, „Format”, „Fotografia”, „Gazeta Malarzy i Poetów”, „Kultura Współczesna” „Opcje”, „Orońsko”, „Studia kulturowe”), „Fragile”, „Pamiętnik Sztuk Pięknych”, w książkach i witrynach internetowych. Na jego dorobek wystawienniczy składa się kilkaset zrealizowanych wystaw i projektów (w których uczestniczyli m.in. Mirosław Bałka, Jerzy Bereś, Rafał Bujnowski, Stanisław Dróżdż, Izabella Gustowska, Grzegorz Klaman, Kōji Kamoji, Dominik Lejman, Wilhelm Sasnal, Jadwiga Sawicka, Mikołaj Smoczyński, Grzegorz Sztwiertnia, Leon Tarasewicz).
Odznaczony medalem „Zasłużony dla Kultury Polskiej” (2016) oraz medalem złotym za długoletnią służbę przez Prezydenta RP. W działalności teoretycznej zajmuje się w szczególności tematyką antropologii tożsamości i podmiotowości oraz jej ikonograficznego zobrazowania w świecie sztuki współczesnej.

## Ważniejsze projekty kuratorskie
„Przestrzenie międzyprzestrzeni (Hommage à Otto Freundlich)” BGSW Słupsk; ASP Gdańsk; ASP Katowice, 2019;
„Pejzaże antropocenu” BGSW Słupsk, 2018;
„Tomasz Struk. Prześwity i (nie)pamięci” Galeria Sztuki Współczesnej BWA Katowice – Muzeum Śląskie, Katowice, 2018;
„Portretu natura martwa” BGSW Słupsk 2018;
„Inaczej niż w raju”, BGSW Słupsk – BWA Katowice, 2017;
„Eksplozja litery”, Rondo Sztuki, Katowice, 2016;
„Gatunki przestrzeni. Mirosław Bałka”, BGSW, Słupsk, 2016;
„Biennale Sztuki Młodych. Rybie Oko 4 – 9”, Bałtycka Galeria Sztuki Współczesnej, Słupsk, 2008-2017;
„Efekt pasażu”, Muzeum Górnośląskie Bytom, 2011; „Kilkanaście koanów na nieistnienie”, Galeria Labirynt, Lublin; Galeria BWA Jelenia Góra i Katowice, 2010;
„Biennale di Venezia – Lech Majewski”, Wenecja, Włochy, 2007;
„Medium Post Mortem” Centre wallon d’Art contemporain, la Châtaigneraie (w ramach 6 Biennale internationale de Gravure, Liège, Belgia, 2007);
„Forma jest Pustką – Pustka jest Formą”, Fabryka Schindlera, Kraków; Galeria Sektor I, Katowice; BGSW, Słupsk 2006; „Sky – Silesia – Sky”, Parlament Europejski, Bruksela, Belgia, 2005;
„Landschaft des Nicht-Seings”, Oberschlesisches Landesmuseum, 2002, Ratingen, Niemcy, 2002

## Wybrane publikacje
- Przestrzenie międzyprzestrzeni (Hommage à Otto Freundlich) (Katowice 2020, redakcja, ISBN 978-83-65825-56-8) – monografia wyróżniona przez Polskie Towarzystwo Wydawców Książek w konkursie na Najpiękniejszą Książkę Roku (2020)
- Efekt pasażu. Konfrontacje i negocjacje tożsamości we współczesnych praktykach artystycznych (Katowice 2018, ISBN 978-83-65825-14-8)
- Tomasz Struk. Prześwity (Katowice 2018, redakcja, wspólnie z Grzegorzem Hańderkiem, ISBN 978-83-65825-25-4)
- Eksplozja litery. Ikonografia tekstualności jako źródło cierpień (Gdańsk – Katowice 2016, redakcja, ISBN 978-83-65366-21-4)
- Post-Gauguin (Katowice 2011, redakcja, ISBN 978-83-88254-63-5)
- Kroki w historii grafiki (Kraków 2006, redakcja, ISBN 83-88890-43-3)